# Ștefan III của Moldavia

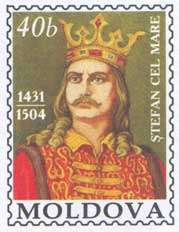
Ștefan III trên tem của Moldova

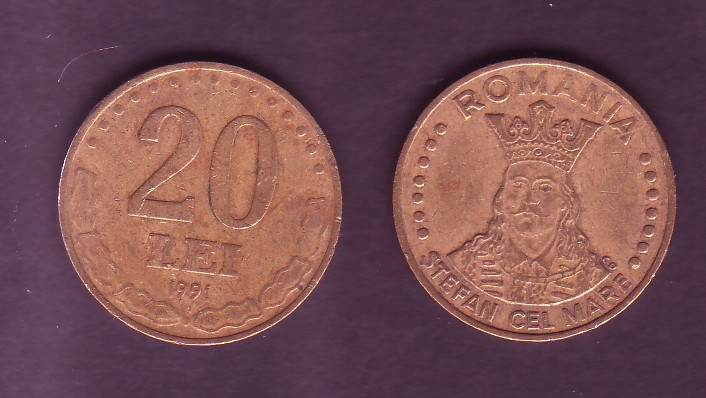
Ștefan III trên xu 20 lei cũ của România

Ștefan III (cũng được biết đến với cái tên Ștefan Đại đế - trong tiếng România: Ștefan cel Mare; Ștefan cel Mare și Sfânt, "thánh Ștefan vĩ đại" trong nhiều bản dịch hiện đại) (1433 - 2 tháng 7, 1504) là Vương công xứ Moldavia (1457 - 1504) và là vị Vương công xuất chúng nhất của nhà Mușat.
Là một thiên tài chính trị và quân sự, trong thời gian trị vì của mình ông đã tăng cường sức mạnh và bảo vệ nền độc lập của xứ Moldavia chống lại những tham vọng của các Vương quốc Hungary, Ba Lan, và  Đế quốc Ottoman của người Thổ Nhĩ Kỳ - tất cả những quốc gia muốn chinh phạt xứ Moldavia. Ștefan III đạt được danh tiếng ở châu Âu vì cuộc chiến đấu lâu dài của ông chống lại quân Ottoman. Ștefan III đã chiến thắng 46 trận trong số 48 trận đánh của mình, trong khi quân số của kẻ thù thường đông gấp hai hoặc ba lần quân của ông. Chiến thắng quyết định đầu tiên của ông trước Đế quốc Ottoman là tại trận Vaslui, sau đó Giáo hoàng Xíttô IV đã phong tặng cho ông danh hiệu verus christianae fidei athleta. Chiến thắng tại Vaslui của ông cũng được xem là chiến thắng lừng lẫy nhất của ông. Ștefan III là một người mộ đạo và ông đã thể hiện sự sùng đạo của mình khi trả món nợ của núi Athos cho Triều đình Ottoman. Đảm bảo Athos tồn tại như một tu viện tự trị.

## Tuổi trẻ và lấy lại quyền lực
Ștefan là một thành viên của nhà Mușat. Cha ông Bogdan II đã cai trị Moldavia trong hai năm (1449 đến 1451) trước khi bị giết trong một cuộc ám sát do người chú của Ștefan, Petru Aron cầm đầu. Bogdan II định tham dự hôn lễ một boyar của mình-người rõ ràng đã cấu kết với Petru Aron. Ștefan thoát chết, nhưng cha ông bị bắt và bị Petru Aron chặt đầu tại chỗ. Trong khoảng năm 1451 đến 1457, Moldavia rơi vào hỗn loạn vì cuộc nội chiến giữa Petru Aron và Alexăndrel-một người cháu của Alexandru cel Bun.
Sau khi cuộc chiến tranh giành ngôi vị nổ ra, Ștefan  đến lánh nạn tại Transilvania, cố tìm kiếm sự bảo vệ của tướng quân John Hunyadi. Sau đó, ông đến lâu đài của Vlad III Ţepeş (tức Vlad Dracula một người anh em họ của Ștefan), và vào năm 1457, dùng 6000 kỵ binh nhận được từ Vlad III Ţepeş, ông đã đánh bại Petru Aron tại Doliesli, gần Roman (thuộc Moldavia). Sau khi thua một trận khác tại Orbic, Petru Aron bỏ trốn sang Ba Lan. Trong khi Ștefan đã lên ngôi vương công của xứ Moldavia. Hai năm sau, ông bất ngờ tấn công vào Ba Lan để truy lùng Aron, nhưng vấp phải sự kháng cự. Thay vào đó, một hiệp ước đã được ký giữa Moldavia với Ba Lan, qua hiệp ước đó Stefan công nhân vua Kazimierz IV Jagiellon là bá chủ, trong khi Aron bị cấm xâm nhập vào Moldavia.

## Trị vì Moldavia

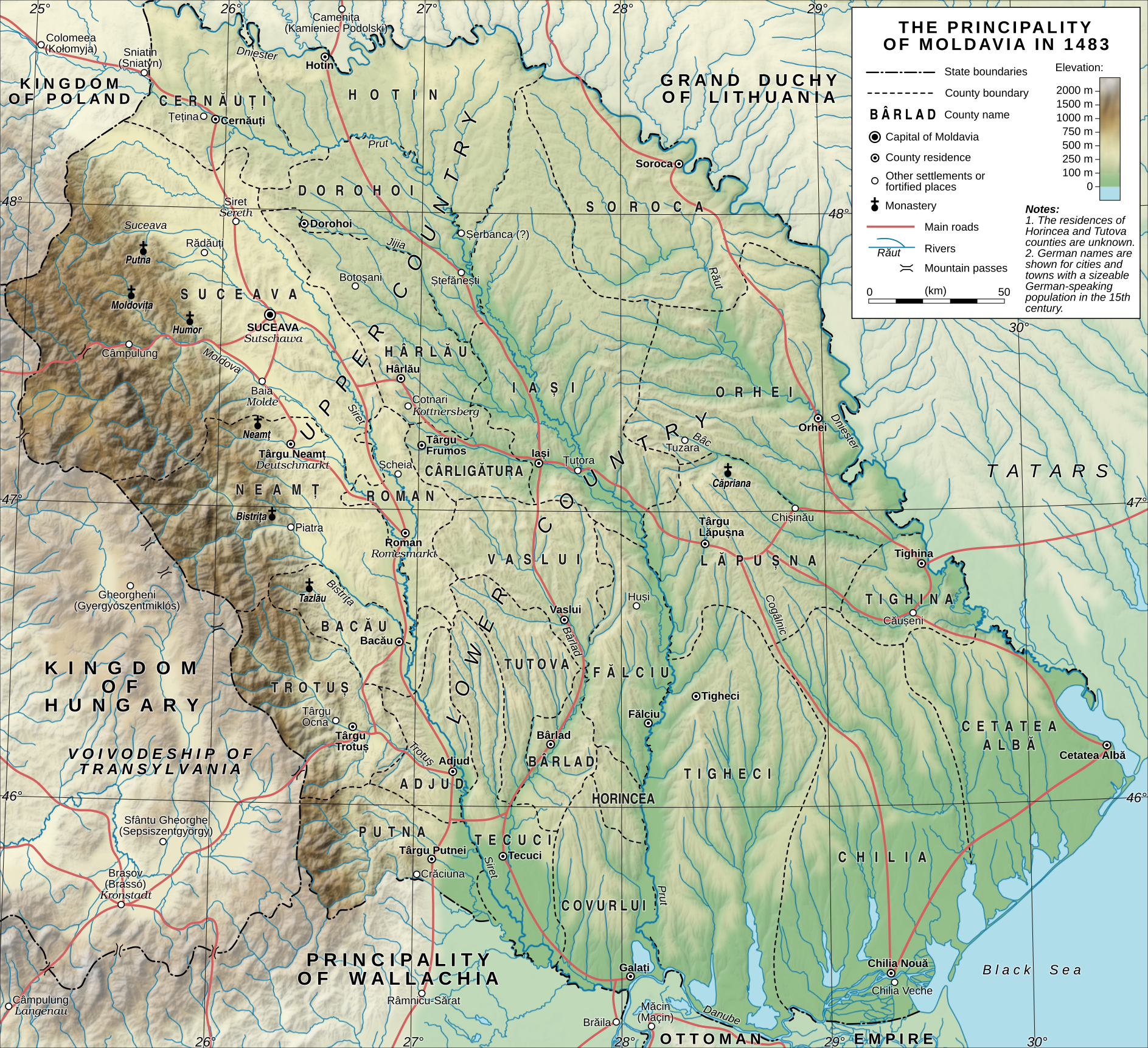
Lãnh thổ của Moldavia năm 1483 dưới thời Ștefan III

Trước mối đe dọa của các nước láng giềng hùng mạnh, ông đã đẩy lùi thành công một cuộc xâm lược của vua Hungary là Mátyás Corvin, đánh bại ông ta trong trận Baia (năm 1467), nghiền nát một cuộc xâm chiếm của người Tatar tại Lipnic và xâm chiếm xứ Wallachia (sau này đã bị quân Ottoman chiếm lại và trở thành chư hầu của Đế quốc Ottoman). Khi đó Sultan Mehmed II của Đế quốc Ottoman đã báo thù qua việc phát động một cuộc tấn công vào xứ Moldavia, Ștefan III đã xua quân đánh tan tác quân xâm lược tại trận Vaslui vào năm 1475, một chiến thắng tạm thời dừng lại bước tiến của quân Ottoman. Quân đội của Ștefan III bị đè bẹp trong trận đánh tại Razboieni (tức trận Valea Alba) vào năm sau, nhưng quân Ottoman phải rút lui sau khi họ không chiếm được thành trì quan trọng nào, và vì bệnh dịch hạch bắt đầu lan truyền trong quân đội Ottoman. Ștefan III tìm kiếm sự trợ giúp từ phía châu Âu để chống lại quân Ottoman nhưng nhận được ít câu trả lời, dù ngay cả khi ông đã chặt tay phải của những kẻ ngoại đạo như ông miêu tả nó trong một bức thư.
Ông đã giúp lật đổ em trai của Vlad III Ţepeş, Radu III người đã cải sang đạo hồi và sau đó trở thành tướng Ottoman ở România, ông ta sau đó đã lên ngai vàng trở thành Basarab Laiotă cel Bătrân của Wallachia với hi vọng đưa Wallachia quay lại với thiên chúa giáo, điều này được chứng minh là ảo tưởng, vì vậy Laiotă nhanh chóng quay lưng lại với Stefan, cho rằng Đế quốc Ottoman sẽ giúp bảo vệ quyền cai trị Wallachia của mình tốt nhất.
Với sự giúp đỡ của Ștefan, Radu III bị Vlad Călugărul (anh cùng cha khác mẹ của Vlad III Ţepeş) đánh đuổi khỏi ngai vàng năm 1482, trong thời gian còn lại của thế kỷ 15 Wallachia khá ổn định dưới sự cai trị của Vlad Călugărul.
Sau năm 1484, ông mất pháo đài Chilia Nouǎ và Cetatea Albǎ trong một cuộc xâm lược chớp nhoáng của quân Ottoman, Ștefan không chỉ phải đương đầu với những cuộc tấn công dữ dội mới của người Thổ Nhĩ Kỳ, cuộc chiến mà ông đã chiến thắng một lần nữa vào 16 tháng 11 năm 1485 tại hồ Cătlăbuga và tại Șcheia trên sông Siret, tháng 3 năm 1486, ngoài ra Ba Lan cũng có mưu đồ xâm lược Moldavia. Cuối cùng vào 20 tháng 8 năm 1503, ông ký một hiệp ước với Sulta Beyazid II, theo đó Moldavia phải cống nạp hàng năm cho Đế quốc Ottoman đổi lại Moldavia được tự quyết mọi vấn đề của mình.
Từ thế kỷ 16 trở đi, công quốc Moldavia buộc phải trải qua 300 năm như là một chư hầu của đế quốc Ottoman. Trong những năm cuối đời mình, ông  đối phó thành công với một cuộc xâm lược của Ba Lan, đánh tan tác quân xâm lược tại trận rừng Cosmin.

## Những trận đánh chính

### Trận Baia
Trận Baia diễn ra vào ngày 15/12/1467 (Tiếng Hungary:Moldvabányai csata) là một trận đánh chống lại cuộc xâm lược của quân Hungary do vua Mátyás Corvin thân chinh phát động. Trận chiến là nỗ lực cuối cùng của quân Hungary nhằm chinh phục xứ Moldavia vì những trận đánh trược đó đều kết thúc bằng thất bại. Mátyás Corvin xâm lược xứ Moldavia với lý do Ștefan III đã sáp nhập Chilia - 1 pháo đài và là một hải cảng ven biển Đen lúc đó đang nằm dưới sự kiểm soát của quân đội Hungary và Wallachia. Tuy nhiên pháo đài Chilia thuộc chủ quyền của Moldavia hàng thế kỷ trước đó.
Cuộc chiến kết thúc với thất bại nặng nề của Hungary, mặc dù quân Hungary đông gấp ba lần lực lượng của Moldavia. Thất bại này đã đánh dấu chấm hết cho mọi tham vọng về lãnh thổ của Hungary với Moldaiva. Vua Mátyás Corvin may mắn thoát chết sau 3 lần trúng tên bị thương, chỉ vừa kịp chạy thoát về xứ Transilvania.
Năm 1468, Ștefan III tấn công vào Transilvania, bắt được Vương công Petru Aron và hành quyết ông ta. Sau đó, ông đã ký với Mátyás Corvin một hiệp ước hòa bình và trở thành đồng minh của Hungary. Năm 1475, Corvin gửi 1800 quân đến hỗ trợ Ștefan trong chiến thắng của ông tại trận Vaslui.

### Trận Vaslui

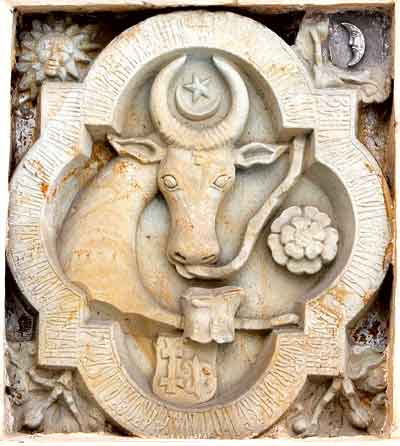
Quốc huy Công quốc Moldavia (1481), tại tu viện Putna.

Trận Vaslui (cũng gọi là trận đánh tại Vászló hay trận chiến tại Podul Înalt hoặc là trận chiến tại Racova, hay Vászlói csata trong tiếng Hungary) diễn ra vào ngày 10 tháng 1 năm 1475, chống lại quân xâm lược Thổ Ottoman do quan Tổng binh xứ Rumelia là Hadım Suleyman Pasha thống lĩnh. Hai bên giáp chiến tại Podul Înalt, gần thị trấn Vaslui, tại Công quốc Moldavia (nay là một phần của miền Đông România). Với quân số là 12 vạn binh sĩ, quân Ottoman phải chạm trán với 4 vạn quân Moldavia, cùng với liên quân các đội quân đánh thuê có quân số ít ỏi hơn.
Stefan đã giành chiến thắng quyết định trước quân Ottoman - một thắng lợi được miêu tả là "chiến thắng oanh liệt mà Ki-tô giáo đã từng giáng vào Hồi giáo," với tổn thất, theo các công văn của Ba Lan và Venezia, lên đến hơn 4 vạn quân Ottoman. Góa phụ của Sultan Murad II, Mara Brankovic (Mara Hatun), nói với chánh sứ Venezia rằng cuộc xâm lược xứ Moldavia là thất bại thảm hại nhất mà quân đội Ottoman đã từng chuốc lấy. Sau đại thắng, Giáo hoàng Xíttô IV ban cho ông danh hiệu "Athleta Christi" (Chiến binh của Thiên Chúa), không những thế Xíttô IV còn tôn vinh ông là "Verus christiane fidei aletha" (Người bảo vệ chân chính của đức tin Ki-tô giáo).
Theo nhà chép sử người Ba Lan Jan Długosz, Vương công Stefan không ăn mừng đại thắng; thay vì đó ông cùng ba quân ăn bánh mì và uống nước trong suốt 40 ngày, ông cũng không cho bất kỳ một ai ca tụng đại thắng này là của ông - đối với ông, chỉ có "Đức Chúa" mới là người mang lại chiến thắng vang dội này.

## Bệnh tật và qua đời
vào năm 1462, trong cuộc tấn công ở Chilia Nouǎ, Ștefan đã bị bắn vào chân. Vết thương không bao giờ lành lại hoàn toàn. 24 năm sau, năm 1486, tại trận Șcheia, ngựa của ông bị thương. Ông ngã ngựa và bị đè lên. Sự việc này đã làm nặng thêm vết thương cũ ở chân ông. Cuối cùng, ông đã mời đến lâu đài mình nhiều bác sĩ, nhà chiêm tinh và những người khác, họ đã cố gắng chữa lành vết thương cho ông. Trong số này có Hermann, nhà chiêm tinh Baptista de Vesentio, Maestro Zoano từ Genoa(năm 1468), Isaac Beg(năm 1473), Don Antonio Branca(người có kỹ năng phẫu thuật mũi), Mateo Muriano từ cộng hòa Venezia (vào nam 1502), và Hieronimo di Cesena từ cộng hòa Venezia (năm 1503).
Cuối cuộc đời, Ștefan đau đớn vì Bệnh gút, căn bệnh đã khiến ông phải buộc cố định tay và chân của mình. Vladislav, vua của Hungary viết thư cho thống lĩnh của cộng hòa Venezia vào ngày 9 tháng 11 năm 1503 rằng: vị Vương công xứ Moldavia đang bị dày vò vì một căn bệnh cũ. Vào tháng 6 năm 1504, vết thương của Ștefan được các bác sĩ có mặt tại Suceava chữa trị bằng cách đốt. Điều này đã gây ra nỗi đau đớn khủng khiếp cho vị Vương công già nua, ông qua đời hai ngày sau đó, vào buổi sáng ngày 2 tháng 7 năm 1504, được chôn cất tại tu viện Putna.

## Di sản

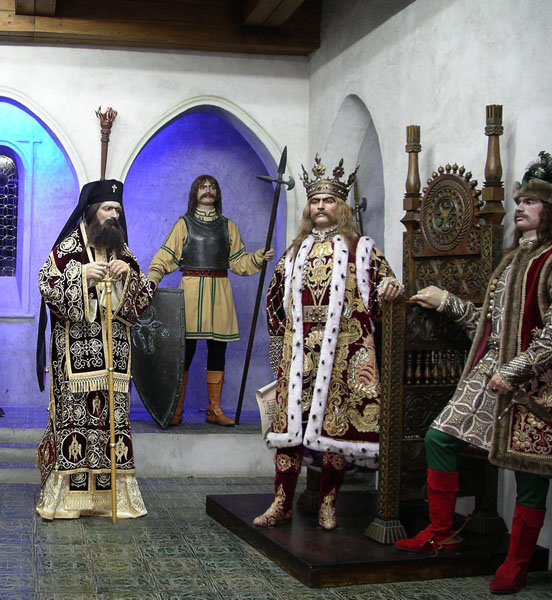
Tượng Ștefan Đại Đế được dựng lại trong bảo tàng lịch sử tại Suceava, România

Mặc dù thời điểm trị vì của Ștefan Đại đế được ghi dấu bằng những cuộc chiến tranh liên miên, nhưng sự cai trị khá lâu của ông đã đem lại sự phát triển văn hóa lớn lao cho xứ Moldavia, nhiều nhà thờ và tu viện đã được Ștefan cho xây dựng, một trong số đó là Voronet, hiện nay được UNESCO công nhận là một di sản văn hóa thế giới.
Ștefan III được xem là linh thiêng bởi nhiều tín đồ Ki-tô giáo không lâu sau khi ông qua đời. Ông được Giáo hội Chính Thống giáo Romania phong làm Thánh.
Vào năm 2006 tại Romania, trong một chiến dịch truyền hình quốc gia trên kênh TVR1, Ștefan III được 40000 người xem bình chọn là người România vĩ đại nhất mọi thời đại.

### Biên niên sử Ba Lan
- Library of Wielkopolska the online access to the oldest Polish writing relicts